# Tf–idf
O valor tf–idf (abreviação do inglês term frequency–inverse document frequency, que significa frequência do termo–inverso da frequência nos documentos), é uma medida estatística que tem o intuito de indicar a importância de uma palavra de um documento em relação a uma coleção de documentos ou em um corpus linguístico.:8  Ela é frequentemente utilizada como fator de ponderação na recuperação de informações e na mineração de dados.
O valor tf–idf de uma palavra aumenta proporcionalmente à medida que aumenta o número de ocorrências dela em um documento, no entanto, esse valor é equilibrado pela frequência da palavra no corpus. Isso auxilia a distinguir o fato da ocorrência de algumas palavras serem geralmente mais comuns que outras.

## Motivação

### Frequência do termo (tf)
Suponha que foram selecionados uma coleção de documento de textos em português e que nós desejamos determinar qual deles tem maior relação com a frase "uma vaca amarela". Uma maneira simples de iniciar essa análise seria simplesmente descartar todos os documentos que não contém as palavras "uma", "vaca" e "amarela", mas apenas esse procedimento não seria suficiente para completar a análise, pois muitos documentos provavelmente possuem as três palavras. Assim, para melhorar a distinção entre elas, nós podemos contar o número de vezes que um dos termos ocorre em cada documento e somar esse valor; o número de vezes que um termo ocorre em um documento é a frequência do termo.
A primeira forma de ponderação de termos é atribuída a Hans Peter Luhn (1957) e se baseia na suposição de Luhn:
- O peso de um termo que ocorre em um documento é diretamente proporcional à sua frequência.[2]

### Inverso da frequência nos documentos (idf)
No entanto, como o termo "uma" é muito comum, isso vai dar ênfase em documentos que utilizam essa palavra com mais frequência, sem dar a ênfase apropriada para termos com mais significado como "vaca" e "amarela". O termo "uma" não é uma boa palavra-chave para distinguir documentos relevantes de não-relevantes em comparação com as palavras "vaca" e "amarela". Assim, o inverso da frequência do termo nos documentos é incorporado para diminuir o peso dos termos que ocorrem mais frequentemente no conjunto de textos selecionados, ao mesmo tempo que aumenta o peso daqueles que ocorrem raramente.
Karen Spärck Jones (1972) concebeu uma interpretação estatística do termo IDF, que se tornou um conceito base para a ponderação de termos:
- A especificidade de um termo pode ser quantificada por uma função inversa do número de documentos em que ele ocorre.[3]